# Thagria walkeri
Thagria walkeri är en insektsart som beskrevs av Nielson 1977. Thagria walkeri ingår i släktet Thagria och familjen dvärgstritar. Inga underarter finns listade i Catalogue of Life.